# المومي

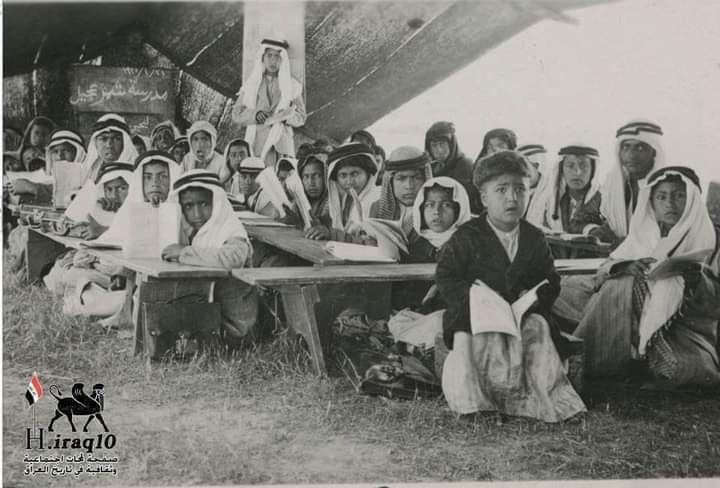
مدرسة شمر عجيل عام ١٩٣٦م

المومي قرية في العراق داخل مدينة ربيعة حيث تبعد عن مركز ناحية ربيعة حوالي 37 كم وتتبع إداريا قضاء تلعفر في محافظة نينوى. تبعد قرية المومي عن مدينة الموصل بمسافة تقارب 140كم. أعلن التحالف الدولي وقوات الجيش العراقي وقوات البيشمركة وقوات العشائر العربية تحرير مسافة 145كم من ناحية ربيعة في نهاية عام 2014 ومن ضمن الأراضي المحررة هي قرية المومي.

## الموقع
تقع المومي في اقصى الشمال الغربي للعراق غرب مدينة الموصل وتبعد 10كم عن الحدود السورية. وتقع ضمن أراضي زراعية تعتمد على الامطار في الزراعة الشتوية والري في الزراعة الصيفية كونها تتوسط مشروع ري الجزيرة الغربي. كما تحتوي على مدرسة ابتدائية تدعى شمر عجيل أنشئت في ثلاثينات القرن الماضي، ثم أعيد ترميمها في عام 1952م وما زالت قائمة حتى وقتنا الحالي تستقبل الطلاب ومدرسة ثانوية بنفس الاسم.

## اصل التسمية
هناك ثلاث أسباب لتسمية القرية بالمومي
- أطلق عليها هذا الاسم لأنها في مكان مرتفع.[2]
- يقال أن شخص فوق تلة قريبة من القرية يقوم بالنداء (باللهجة العامية يصوت) لشخص ما في هذه القرية ويقوم الشخص الذي في القرية بالتلويح بعباءته (يُومئ له) وقد (سمع الصوت لعدم وجود الابنية واتجاه الرياح الغربي) فسميت التلة مصوت والقرية المومي.[2]
- نسبة لبئر ماء كانت ألية سحب فيه عبارة عن آلة ماصة كابسة على شكل ذراع تشبه في عملها ألية استخراج النفط، ترتفع وتهبط عند عملها فتبدو من بعد وكأنها تلوح (تُومئ).[2]